# チュヴァシ共和国

チュヴァシ共和国
Чăваш Республики（チュヴァシ語）
Чувашская Республика（ロシア語）

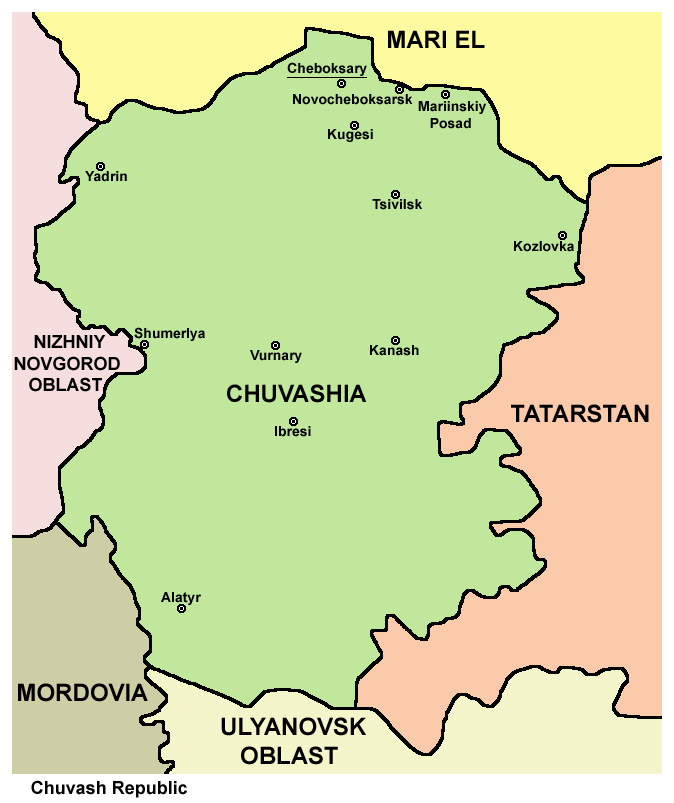

チュヴァシ共和国（チュヴァシきょうわこく、チュヴァシ語: Чăваш Республики, ロシア語: Чувашская Республика）は、ロシア連邦地域管轄区分のひとつ沿ヴォルガ連邦管区に属する共和国である。首都はチェボクサル（Чебоксары）。

## 地理
ヴォルガ川上流域に位置する。西にニジニ・ノヴゴロド州、北にマリ・エル共和国、東にタタールスタン共和国、南にモルドヴィア共和国、ウリヤノフスク州と隣り合う。

## 住民
1,186,909人（2021年国勢調査）の人口のうち、63.9%が都市に住む。63.7%がチュヴァシ人、30.7%がロシア人、2.7%がタタール人。主要な宗教は正教。公用語はロシア語とチュヴァシ語。

## 歴史
16世紀半ばまでカザン・ハン国の版図に含まれていたが、ロシアに併合される。チュヴァシ人は18世紀に正教に改宗した。1920年にチュヴァシ自治ソビエト社会主義共和国として設置された。ソビエト連邦の解体にともない、1991年よりチュヴァシ共和国。現在の大統領はオレグ・ニコラエフ（2020年就任）。

## 経済
チュヴァシ共和国はロシア連邦のなかでは裕福な地域の一つである。自動車工業、軽工業、木材加工などが主要な産業。

## 主な都市
共和国最大の都市、首都チェボクサルの人口は約44万人。2番目に大きな都市はノヴォチェボクサルスクで、人口約12万人。ほかにカナシ（Канаш、53,100人）、アラティリ（Алатырь、46,900人）など。

## 標準時
この地域は、モスクワ時間帯の標準時を使用している。時差はUTC+3時間で、夏時間はない。（2011年3月までは標準時がUTC+3、夏時間がUTC+4、同年3月から2014年10月までは通年UTC+4であった）